# Carlos Humberto Paredes
Pour les articles homonymes, voir Paredes.
Carlos Humberto Paredes Monges, né le 16 juillet 1976 à Asuncion, est un footballeur paraguayen évoluant au poste de milieu défensif reconverti entraîneur.
Il compte 74 sélections (10 buts) en équipe du Paraguay. Il a participé à 3 Coupes du monde avec cette équipe.

## Palmarès
| Année                          | Titre                             | Club                    | Pays     |
| 1995, 1997, 1998, 1999 et 2000 | Champion du Paraguay              | Club Olimpia            | Paraguay |
| 2001                           | Vainqueur de la Coupe du Portugal | FC Porto et Sporting CP | Portugal |